# 添田弼

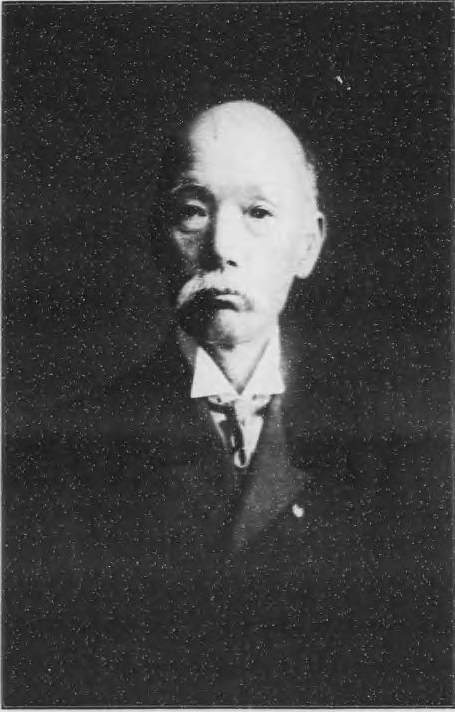
添田 弼

添田 弼（そえだ たすく、嘉永元年4月4日〈1848年5月6日〉 - 1916年〈大正5年〉2月29日）は、明治時代の日本の政治家、実業家。函館区長。

## 経歴
水戸藩士藤谷春栄の次男として生まれ、文久3年（1863年）7月、添田秀雄の養子となり家督を相続する。1874年（明治7年）茨城県等外出仕となり、工部省、鹿児島県属、沖縄県属を経て、1884年（明治17年）函館県属となり、北海道庁設置とともに北海道庁属となる。この間、鹿児島県属のとき、西南戦争の戦地を視察した。函館区長や道内各地の郡長を歴任し、1897年（明治30年）退官。実業界に入り、小樽銀行取締役、北海道銀行頭取、北海道拓殖銀行・小樽電気各監査役、小樽商業会議所特別議員などを歴任した。

## 親族
- 長女 シマ（北垣国道の次男守に嫁ぐ）[1]